# Closing Time
Closing Time — дебютный студийный альбом автора-исполнителя Тома Уэйтса, изданный лейблом Asylum Records в 1973 году. Альбом записан под сильным влиянием джаза и, в определённой мере, фолка. Был дважды переиздан: в 1999 и 2010 году.

## Заключение контракта и запись
Том Уэйтс начал свою музыкальную карьеру в 1970 году в ночном клубе The Troubadour в Лос-Анджелесе, выступая там каждый вечер по понедельникам. Исполнял он в основном песни Боба Дилана, иногда включая в выступление свои. Именно тогда Том сочинил первые песни, появившиеся позже на Closing Time и его преемнике The Heart of Saturday Night: «Ice Cream Man», «Virginia Avenue», «Ol' '55», «I Hope That I Don’t Fall in Love with You», «Shiver Me Timbers» и «Diamonds on my Windshield». В то же время певец начал работать швейцаром в соседнем клубе, который в дневное время был кофейней. Так, в ноябре 1970 года, состоялось первое оплачиваемое выступление Уэйтса, давшее ему 25 долларов. Летом 1971 года его заметил Херб Коэн, ставший первым менеджером Тома. С помощью Коэна певец записал в студии несколько демо, которые позже вышли как двухтомник The Early Years. Для того чтобы сосредоточиться на своей карьере, в начале 1972 года Уэйтс переехал из Сан-Диего в Лос-Анджелес, где его исполнение «Grapefruit Moon» увидел Дэвид Гиффен. При содействии известного продюсера был заключён контракт с Asylum Records. Уэйтс подружился с назначенным ему продюсером Джерри Йестером и в начале в резиденции Йестера были обговорены детали сессии и состав музыкантов. Запись проходила в знаменитой студии Sunset Sound Recorders в Голливуде, под крышей которой в разное время работали Нил Янг, Фрэнк Заппа, Том Петти, Дэбби Харри, Том Джонс, Боб Дилан, Элис Купер и другие известные музыканты. Closing Time был готов весной 1972 года.

## Музыкальный стиль
Альбом содержит смесь музыкальных стилей. «Ol' '55» основан на фортепиано, «Old Shoes» отмечает влияние кантри, «Virginia Avenue», «Midnight Lullaby», «Grapefruit Moon» более джазовые. «Ice Cream Man» отличается наиболее быстрыми темпами, «Lonely» в противоположность медленная. Сложные мелодии фортепиано часто сопровождаются трубами, типичными для джаза. Закрывает Closing Time одноимённый, чисто инструментальный трек.
Лирика также отличается своим содержанием. «Ol' '55» и «Old Shoes» — дорожные песни. «Lonely», «I Hope That I Don’t Fall in Love with You» и «Grapefruit Moon» — меланхолия влюблённого. Вступление к «Midnight Lullaby» позаимствовано из детской песни про шесть пенсов, в остальном же это устные байки. Такой способ написания песен, как собирание фрагментов других текстов и устных историй стал пожизненной привычкой Тома.

## Выход и влияние
Closing Time был выпущен во всём мире в марте 1973 года. Выход альбома совпал с национальным туром, и в апреле Уэйтс отправился в дорогу вместе с бас-гитаристом Бобом Уэббом, трубачом Риком Фелпсом и гитаристом Джоном Форшем. В конце года им удалось выступить на разогреве у Фрэнка Заппы. Критики, в основном, встретили альбом с большим уважением. Многие музыканты сделали каверы-версии песен Тома Уэйтса — Eagles записали «Ol' '55» в 1974 году, Бетт Мидлер и Мит Лоуф записали свои версии «Martha» в 1979 и 1995 соответственно, Скримин Джей Хокинс в 1991 записал «Ice Cream Man».

## Список композиций
| №   | Название                                            | Длительность |
| --- | --------------------------------------------------- | ------------ |
| 1.  | «Ol' '55»                                           | 3:58         |
| 2.  | «I Hope That I Don't Fall in Love with You»         | 3:54         |
| 3.  | «Virginia Avenue»                                   | 3:10         |
| 4.  | «Old Shoes (& Picture Postcards)»                   | 3:40         |
| 5.  | «Midnight Lullaby»                                  | 3:26         |
| 6.  | «Martha»                                            | 4:30         |
| 7.  | «Rosie»                                             | 4:03         |
| 8.  | «Lonely»                                            | 3:12         |
| 9.  | «Ice Cream Man»                                     | 3:05         |
| 10. | «Little Trip to Heaven (On the Wings of Your Love)» | 3:38         |
| 11. | «Grapefruit Moon»                                   | 4:50         |
| 12. | «Closing Time»                                      | 4:20         |

## Участники записи
- Том Уэйтс — вокал, фортепиано, челеста, гитара
- Шеп Кук — гитара, вокал (на «I Hope That I Don’t Fall in Love with You» и «Old Shoes»)
- Питер Климс — гитара
- Билл Пламмер — бас-гитара
- Дэлберт Беннетт — труба
- Джон Ситер — барабаны, бэк-вокал
- Джесси Эрлич — виолончель
- Тони Терран — труба (на «Closing Time»)
- Арни Эгилссон — бас-гитара (на «Closing Time»)
- Джерри Йестер — продюсер, инженер
- Ричи Мур — инженер
- Кал Шенкел — дизайнер
- Эд Карифф — фотограф